# Kazimierz Piskorz
Kazimierz Piskorz (ur. 4 maja 1895 w Komarnie zm. 12 sierpnia 1931 w Katowicach) – mechanik lotniczy, pilot sportowy, pracownik zakładów Plage i Laśkiewicz.

## Życiorys
W lipcu 1914 rozpoczął pracę w lotnictwie austro-węgierskim i brał udział w walkach na froncie wołyńskim i włoskim. 
Z chwilą powstania niepodległego państwa polskiego zgłosił się do powstającego lotnictwa polskiego. Jako doświadczony lotnik został skierowany do formowania I Eskadry Bojowej Lotniczej w Rakowicach. Następnie został skierowany do II Eskadry Bojowej i z tą jednostką bierze udział w walkach w czasie wojny polsko-bolszewickiej. 
Po demobilizacji pracował do 1922 r. w zakładach Plage i Laśkiewicz w Lublinie. W latach 1922–1926 pracował w parku maszynowym 1. Pułku Lotniczego oraz jako specjalista w Centralnych Zakładach Lotniczych. W 1926 r. został szefem eskadry propagandowej Ligi Obrony Powietrznej i Przeciwgazowej. Udzielał się w Aeroklubie Warszawskim.
17 lipca 1931 r. wystartował do lotu na wyremontowanym przez siebie samolocie Albatros B.II. Z powodu awarii lądował przymusowo i odniósł ciężkie obrażenia. Zmarł 12 sierpnia w szpitalu w Katowicach.